# 第13後方支援隊
第13後方支援隊（だいじゅうさんこうほうしえんたい、JGSDF 13th Logistic Support Troop）は、広島県安芸郡海田町の海田市駐屯地に隊本部が駐屯する第13旅団隷下の後方支援部隊である。

## 概要
隊長は、1等陸佐（三）が充てられ、隊本部を海田市駐屯地に置き、米子・山口・出雲・日本原の4つの駐屯地に部隊の一部を配置している。補給・整備・輸送・衛生の各機能を通じて、第13旅団の後方支援業務（補給、整備、回収、輸送等の業務）および衛生の支援を任務とするほか、災害派遣や民生協力、国際貢献活動も行っている。

## 沿革
第13後方支援連隊
- 1991年（平成03年）3月29日：第13師団の近代化改編に伴い、第13武器隊、第13補給隊、第13輸送隊、第13衛生隊を統合して第13後方支援連隊が海田市駐屯地において編成完結。
- 1995年（平成07年）1月：阪神・淡路大震災発生による災害派遣出動。
- 1996年（平成08年）3月29日：第13師団司令部第4部長職が専任化され、連隊長との兼補が解除。武器隊が武器大隊に改編。
- 1999年（平成11年）3月28日：第13後方支援連隊（海田市駐屯地）が第13後方支援隊に改編のため廃止。

第13後方支援隊
- 1999年（平成11年）3月29日：第13後方支援隊を海田市駐屯地に新編。
- 2004年（平成16年）3月29日：後方支援体制変換に伴い、第13旅団隷下の各部隊の整備部門を第13後方支援隊へ移管。

1. 第2整備中隊第1普通科直接支援小隊（第8普通科連隊を支援）を米子駐屯地に配置。
2. 第2整備中隊第2普通科直接支援小隊（第17普通科連隊を支援）を山口駐屯地に配置。
3. 第2整備中隊の第3普通科直接支援小隊（第46普通科連隊を支援）、第4普通科直接支援小隊（第47普通科連隊を支援）を海田市駐屯地に配置。
4. 第2整備中隊の偵察直接支援小隊（第13偵察隊を支援）、対戦車直接支援班（第13対戦車中隊を支援）を出雲駐屯地に配置。
5. 第2整備中隊の特科直接支援小隊（第13特科隊を支援）、高射直接支援小隊（第13高射特科中隊を支援）、戦車直接支援小隊（第13戦車中隊を支援）を日本原駐屯地に配置。

- 2008年（平成20年）3月26日：部隊改編（第2整備中隊隷下部隊の廃編）

1. 第47普通科連隊を支援する第2整備中隊第4普通科直接支援小隊（海田市駐屯地）を廃止。
2. 第13対戦車中隊を支援する第2整備中隊対戦車直接支援班（出雲駐屯地）を廃止。

- 2010年（平成22年）1月21日から2月18日：ハイチ大地震での被災者支援のため、第13後方支援隊長以下100名からなる「ハイチ国際緊急医療援助隊」を派遣。内訳は陸上自衛隊海田市駐屯地の隊員および医官並びに看護官、中央即応集団の隊員など。延べ2954人の診療を行い2月18日全隊員が帰国した。
- 2024年（令和06年）3月21日：部隊改編（第2整備中隊隷下部隊の新改編）。

1. 第13特科隊を支援を支援する特科直接支援小隊（日本原駐屯地）を廃止し、第308特科直接支援中隊第3直接支援小隊（中部方面特科連隊第3特科大隊を支援）へ改編。
2. 第13戦車中隊を支援する戦車直接支援小隊（日本原駐屯地）と第13偵察隊を支援支援する偵察直接支援小隊（出雲駐屯地）を廃止・統合し、偵察戦闘直接支援隊（第13偵察戦闘大隊を支援）を出雲駐屯地に新編。

## 部隊編成
- 第13後方支援隊本部
- 第13後方支援隊本部付隊「13後支-本」
- 第1整備中隊「13後支-1整」
  - 中隊本部
  - 火器車両整備小隊
  - 施設整備小隊：第13施設隊等を支援
  - 通信電子整備小隊：第13通信隊等を支援
  - 工作回収小隊
- 第2整備中隊「13後支-2整」
  - 中隊本部
  - 第1普通科直接支援小隊（米子駐屯地）：第8普通科連隊を支援
  - 第2普通科直接支援小隊（山口駐屯地）：第17普通科連隊を支援
  - 第3普通科直接支援小隊：第46普通科連隊を支援
  - 偵察戦闘直接支援隊（出雲駐屯地）：第13偵察戦闘大隊を支援
  - 高射直接支援小隊（日本原駐屯地）：第13高射特科中隊を支援
- 補給中隊「13後支-補」
  - 中隊本部班
  - 補給小隊
  - 業務小隊
- 輸送隊「13後支-輸」
  - 隊本部班
  - 第1輸送小隊
  - 第2輸送小隊
- 衛生隊「13後支-衛」
  - 隊本部班
  - 治療小隊
  - 救急車小隊

## 主要幹部
| 官職名           | 階級    | 氏名     | 補職発令日     | 前職                                            |
| ---------------- | ------- | -------- | -------------- | ----------------------------------------------- |
| 第13後方支援隊長 | 1等陸佐 | 池田裕孝 | 2024年08月01日 | 陸上幕僚監部装備計画部装備計画課 需品室燃料班長 |

| 代 | 氏名     | 在職期間                        | 前職                             | 後職                               |
| -- | -------- | ------------------------------- | -------------------------------- | ---------------------------------- |
| 01 | 阪口恭平 | 1991年03月29日 - 1993年07月31日 | 第13師団司令部第4部長            | 陸上自衛隊富士学校機甲科部副部長   |
| 02 | 高橋正義 | 1993年08月01日 - 1996年03月24日 | 空挺教育隊長                     | 第41普通科連隊長 兼 別府駐屯地司令 |
| 03 | 重松正久 | 1996年03月25日 - 1997年03月25日 | 陸上自衛隊九州地区補給処総務部長 | 東北方面武器隊長                   |
| 末 | 有留建二 | 1997年03月26日 - 1999年03月28日 | 陸上自衛隊関西地区補給処武器部長 | 陸上自衛隊幹部学校主任研究開発官   |

| 代 | 氏名     | 在職期間                        | 前職                                            | 後職                              |
| -- | -------- | ------------------------------- | ----------------------------------------------- | --------------------------------- |
| 01 | 吉田章   | 1999年03月29日 - 2001年03月31日 | 第13師団司令部付                                | 陸上幕僚監部装備部需品課 総括班長 |
| 02 | 江口直也 | 2001年04月01日 - 2003年03月31日 | 陸上幕僚監部防衛部防衛課勤務                    | 陸上幕僚監部調査部調査課 企画班長 |
| 03 | 市川文一 | 2003年04月01日 - 2005年03月22日 | 陸上自衛隊幹部学校付                            | 統合幕僚会議事務局第1幕僚室勤務   |
| 04 | 丹羽浩之 | 2005年03月23日 - 2008年03月25日 | 陸上自衛隊幹部学校付                            | 陸上自衛隊衛生学校教育部長        |
| 05 | 関町明廣 | 2008年03月26日 - 2009年11月30日 | 陸上幕僚監部装備部武器・化学課 車両班長         | 陸上自衛隊東北補給処総務部長      |
| 06 | 白川誠   | 2009年12月01日 - 2011年11月30日 | 陸上幕僚監部装備部武器・化学課 火器班長         | 陸上自衛隊幹部学校学校教官        |
| 07 | 日髙昇   | 2011年12月01日 - 2013年07月31日 | 陸上自衛隊研究本部研究員                        | 装備実験隊第3実験科長             |
| 08 | 渡辺浩二 | 2013年08月01日 - 2015年11月30日 | 東部方面総監部装備部装備課長                    | 陸上自衛隊関東補給処付            |
| 09 | 堤浩一郎 | 2015年12月01日 - 2017年11月30日 | 陸上自衛隊通信学校主任教官                      | 中央野外通信群長                  |
| 10 | 池田幸博 | 2017年12月01日 - 2019年11月30日 | 東部方面総監部装備部装備課長                    | 陸上自衛隊補給統制本部弾薬部長    |
| 11 | 村中克毅 | 2019年12月01日 - 2022年07月31日 | 陸上幕僚監部装備計画部武器・化学課 弾薬班長     | 陸上自衛隊武器学校第1教育部長     |
| 12 | 山下公一 | 2022年08月01日 - 2024年07月31日 | 第10師団司令部第4部長                           | 陸上自衛隊中央業務支援隊付        |
| 13 | 池田裕孝 | 2024年08月01日 -                | 陸上幕僚監部装備計画部装備計画課 需品室燃料班長 |                                   |

## 主要装備
- 1/2tトラック / 73式小型トラック
- 1 1/2tトラック / 73式中型トラック
- 3 1/2tトラック / 73式大型トラック
- 7tトラック / 74式特大型トラック
- 73式特大型セミトレーラ
- 中型セミトレーラ
- 重装輪回収車
- 重レッカ
- 3トン半水タンク車
- 3トン半燃料タンク車
- 3トン半航空用燃料タンク車
- 野外支援車
- 野外炊具
- 野外洗濯セット2型
- 野外入浴セット2型
- 浄水セット（車載型）
- 野外手術システム
- 1トン半救急車
- 89式5.56mm小銃
- 9mm拳銃
- 12.7mm重機関銃M2
- 91式携帯地対空誘導弾

## 廃止部隊
- 2008年（平成20年）3月26日廃止。
  - 第2整備中隊第4普通科直接支援小隊「13後支-2整」（海田市駐屯地）：第47普通科連隊を支援。第302普通科直接支援隊（第47普通科連隊を支援）へ改編。
  - 第2整備中隊対戦車直接支援班「13後支-2整」（出雲駐屯地）：第13対戦車中隊を支援。
- 2024年（令和6年）3月20日廃止。
  - 第2整備中隊特科直接支援小隊「13後支-2整」（日本原駐屯地）：第13特科隊を支援。第308特科支援中隊第3整備支援小隊（中部方面特科連隊第3特科大隊等を支援）へ改編。
  - 第2整備中隊戦車直接支援小隊「13後支-2整」（日本原駐屯地）：第13戦車中隊を支援。偵察戦闘直接支援隊（第13偵察戦闘大隊を支援）へ改編。
  - 第2整備中隊偵察直接支援小隊「13後支-2整」（出雲駐屯地）：第13偵察隊を支援。偵察戦闘直接支援隊（第13偵察戦闘大隊を支援）へ改編。